# Molbrug
De Molbrug is een liggerbrug over de Nete in de stad Lier, in de Belgische provincie Antwerpen. De brug bestaat uit één overspanning in gewapend beton en werd gebouwd in 1970.